# Гераклид Лемб
Гераклид Лемб — древнегреческий чиновник, дипломат, историк и философ, во II веке до н. э. живший и работавший в Египте. Прозвище «Лемб» означает «судовая шлюпка». Философ Агатархид был его секретарём, что говорило о высоком статусе Гераклида.

## Биография
Биографические данные скудны и отрывочны. Жил при дворе Птолемея VI. Считается, что Гераклид принимал участие в мирных переговорах, в результате которых был заключён договор, остановивший вторжение Антиоха IV в Египет в 169 году до н. э.

## Работы
Его работы (во многом речь идёт об эпитомах более ранних авторов) дошли до нас в виде фрагментов.
- Истории (Ἱστορίαι), минимум 37 книг, уцелело пять отрывков.
- Lembeutikos Logos (Λεμβευτικὸς λόγος), о работе неизвестно ничего, кроме названия, связанного с именем автора
- Эпитома на книгу Сотиона Преемства.[3]
- Эпитома на книгу Сатира Перипатетика Об образе жизни.[4]
- Эпитома на труд Гермиппа О законодателях.[5]
- Выдержки из работ Аристотеля, ценные тем, что сами эти работы в основном утеряны
- Биография Архимеда (сомнительно), упоминается Евтокием Аскалонским[6].

## Критика
Его критиковали за азиатский (в противоположность аттическому) стиль текстов, тягу к сенсационности и эмоциональность.